# Barbara Pravi
Barbara Piévic, més coneguda com a Barbara Pravi (París, 10 d'abril del 1993), és una cantautora francesa.

## Biografia
Piévic va néixer a Paris en el si d'una família d'artistes i músics. El seu avi era d'origen serbi i la seva mare d'origen iranià. Utilitza el seu nom d'artista Pravi com a referència a la paraula sèrbia prava, que vol dir 'autèntica'.
Va rebre un contracte el 2014 i va treure la seva primera cançó Pas grandir el 2017. Dos anys més tard, va escriure la cançó francesa pel Festival de la Cançó d'Eurovisió Júnior 2019, Bim bam toi, amb la qual Carla Lazzari va acabar en cinquè lloc. El 2020, va escriure la cançó francesa J'imagine per al Festival de la Cançó d'Eurovisió Júnior 2020, amb la qual Valentina Tronel va guanyar el Festival.
El 2021, Pravi va participar en la preselecció francesa per al Festival de la Cançó d'Eurovisió 2021. Va guanyar amb la cançó Voilà i va representar França el 22 de maig a la ciutat neerlandesa de Rotterdam, havent quedat segona.

## Discografia
- 2017: Barbara Pravi
- 2020: Reviens pour l'hiver
- 2021: Les prières